# Oeiras Indoors
El Oeiras Indoors es un torneo profesional de tenis. Pertenece al ATP Challenger Tour. Se juega desde el año 2023 sobre pistas de dura, en Oeiras, Portugal.

## Palmarés

### Individuales
| Año      | Campeón              | Finalista            | Resultado        |
| -------- | -------------------- | -------------------- | ---------------- |
| 2023-I   | Joris De Loore       | Filip Cristian Jianu | 6-3, 6-2         |
| 2023-II  | Arthur Fils          | Joris De Loore       | 6–1, 7–6(4)      |
| 2024-I   | Maks Kaśnikowski     | Gastão Elias         | 7-6(1), 4-6, 6-3 |
| 2024-II  | Leandro Riedi        | Martin Damm          | 7-6(6), 6-2      |
| 2025-I   | Hamad Medjedovic     | Liam Draxlm          | 6-1, 6-3         |
| 2025-II  | Aleksandar Kovacevic | Zsombor Piros        | 6-4, 7-6(4)      |
| 2025-III | Alexander Blockx     | Liam Draxl           | 7-5, 6-1         |

### Dobles
| Año      | Campeones                          | Finalistas                              | Resultado           |
| -------- | ---------------------------------- | --------------------------------------- | ------------------- |
| 2023-I   | Victor Vlad Cornea Petr Nouza      | Jonathan Eysseric Pierre-Hugues Herbert | 6–3, 7–6(3)         |
| 2023-II  | Sander Arends David Pel            | Patrik Niklas-Salminen Bart Stevens     | 6–3, 7–6(3)         |
| 2024-I   | Jay Clarke Marcus Willis           | Théo Arribagé Michael Geerts            | 6–4, 6–7(9), [10–3] |
| 2024-II  | Karol Drzewiecki Piotr Matuszewski | Arjun Kadhe Marcus Willis               | 6–3, 6–4            |
| 2025-I   | George Goldhoff Trey Hilderbrand   | Kaichi Uchida Denis Yevseyev            | 7–5, 2–6, [10–5]    |
| 2025-II  | Mili Poljičak Matej Sabanov        | Íñigo Cervantes Mick Veldheer           | 6–0, 6–1            |
| 2025-III | Liam Draxl Cleeve Harper           | Matwé Middelkoop Denys Molchanov        | 1–6, 7–5, [10–6]    |